# Паркер (Аризона)
'Паркер (англ. Parker, мохаве Амат Кавелі) — місто (англ. town) в США, в окрузі Ла-Пас штату Аризона. Населення — 3417 осіб (2020).

## Географія
Паркер розташований за координатами 34°2′32″ пн. ш. 114°13′35″ зх. д. / 34.04222° пн. ш. 114.22639° зх. д. (34.042332, -114.226423). За даними Бюро перепису населення США в 2010 році місто мало площу 56,95 км², з яких 56,92 км² — суходіл та 0,03 км² — водойми.

### Клімат
Місто знаходиться у зоні, котра характеризується кліматом тропічних пустель. Найтепліший місяць — липень із середньою температурою 33.3 °C (92 °F). Найхолодніший місяць — січень, із середньою температурою 10 °С (50 °F).
| Клімат Паркера          | Клімат Паркера | Клімат Паркера | Клімат Паркера | Клімат Паркера | Клімат Паркера | Клімат Паркера | Клімат Паркера | Клімат Паркера | Клімат Паркера | Клімат Паркера | Клімат Паркера | Клімат Паркера | Клімат Паркера |
| Показник                | Січ.           | Лют.           | Бер.           | Квіт.          | Трав.          | Черв.          | Лип.           | Серп.          | Вер.           | Жовт.          | Лист.          | Груд.          | Рік            |
| Абсолютний максимум, °C | 29             | 35             | 38             | 45             | 47             | 52             | 52             | 52             | 48             | 43             | 37             | 30             | 52             |
| Середній максимум, °C   | 19             | 22             | 26             | 31             | 35             | 40             | 42             | 41             | 38             | 32             | 25             | 20             | 31             |
| Середня температура, °C | 9              | 12             | 16             | 20             | 24             | 29             | 33             | 32             | 28             | 21             | 14             | 10             | 21             |
| Середній мінімум, °C    | 0              | 3              | 6              | 10             | 14             | 18             | 24             | 23             | 18             | 11             | 4              | 1              | 11             |
| Абсолютний мінімум, °C  | −12            | −11            | −6             | −5             | 2              | 5              | 13             | 11             | 3              | −2             | −7             | −12            | −12            |
| Норма опадів, мм        | 10             | 10             | 10             | 0              | 0              | 0              | 0              | 10             | 10             | 0              | 0              | 10             | 120            |
| Днів з дощем            | 2              | 1              | 1              | 0              | 0              | 0              | 1              | 1              | 1              | 1              | 1              | 2              | 15             |
| ----------------------- | -------------- | -------------- | -------------- | -------------- | -------------- | -------------- | -------------- | -------------- | -------------- | -------------- | -------------- | -------------- | -------------- |
| Джерело: Weatherbase    |                |                |                |                |                |                |                |                |                |                |                |                |                |

## Розташування
Місто Паркер знаходиться в північному кутку індіанської резервації на річці Колорадо з видом на річку Колорадо на висоті близько 450 метрів над рівнем моря. Місто Паркер розташувалося поруч з пустелею Сонора біля з річкової заплави і низьких гір пустелі. На схід від міста лежать гори Гібралтар, а Віппл і Ріверсайд лежать на півночі і південному заході відповідно.
Індіанська резервація на річці Колорадо знаходиться по обидві сторони річки Колорадо в п'яти милях на північ від Паркера і має більше 264 000 акрів. Резервація була заснована для всіх корінних американців, що живуть уздовж ріки актом Конгресу, затвердженим Президентом 3 березня 1865 року. В резервації представлені племена могаве, чемеуеві, навахо і гопі.

## Історія
Місце для міста Паркер було обстежено і закладено у 1909 році залізничним інженером по імені Ерл Паркер. Тим не менш, назва міста походить від генерала Елі Паркера, який був комісаром у справах індіанців, коли Індіанська резервація на річці Колорадо була створена Конгресом США в 1865 році. Спочатку на цьому місці було створене поштове відділення 6 січня 1871 на замовлення резервації.
Залізниця була закладена в її нинішньому місці в 1905 році, і поштове відділення Паркер було перенесене вище за течією в чотирьох милях від залізниці.
Розвиток сільського господарства, яке є справжнім економічним оплотом області, почалвся 2 березня 1867, коли Конгрес виділив $ 50000 для іригаційної системи індіанців. Ці гроші були використані для будівництва каналу Грант-Дент з 1867 до 1871 року. До 1914 року тільки 600 акрів індіанської землі були зрошуваними і через недостатність дренажу більшість з цих земель були підтопленими. В цей час місто Паркер мало населення 90 осіб. Основним видом економічної діяльності міста було обслуговування і доставка товарів до центрів сільського господарства і гірничодобувної промисловості розкиданих по всій області.
У 1936 році вже понад 5000 акрів заплави річки знаходилися під зрошенням. До 1941 року, коли була побудована гребля Гетґейт-Рок, було 10 500 акрів посівних площ, а гарантований рівень води через дамбу прискорив розширення сільськогосподарського виробництва. До 1955 року 38 000 акрів були розчищені для сільського господарства. Розширення сільськогосподарського виробництва продовжувався в досить швидкому темпі. Тим не менш, сільське господарство страждало від високого рівня ґрунтових вод, неправильного дренажу та надлишкові солі. Ця проблема була вирішена протягом найближчих семи років, і до 1963 року посівні площі склали 34 000 акрів. Почали отримувати високі врожаї бавовни і підприємства для її очищення були побудовані в місті Паркер. Між 1914 і 1937 Паркер існував як невелике співтовариство для забезпечення поставок і послуг для сільського господарства і видобутку корисних копалин в цьому районі. Після Другої світової війни, туристи і спортсмени почали приїжджати до гладкої води за дамбою Гетґейт-Рок.
У 1937 році було завершене будівництво мосту через річку Колорадо, що з'єднав Аризону з Каліфорнією.
Місто Паркер офіційно зареєстроване як місто в 1948 році. У 1980 році Паркер розширився за рахунок 13 000 акрів несуміжних земель в десяти милях на південний схід, відомих як Південний Паркер. У травні 1982 року за ініціативою виборців формується округ Ла-Пас, що був відокремлений від північної частини округу Юма. З 1 січня 1983 року, Паркер став центром округу Ла-Пас.

## Демографія
Згідно з переписом 2010 року, у місті мешкали 3083 особи в 973 домогосподарствах у складі 714 родин. Густота населення становила 54 особи/км². Було 1098 помешкань (19/км²).
Расовий склад населення:
| - 44,4 % — білих - 20,6 % — корінних американців - 1,4 % — чорних або афроамериканців - 0,8 % — азіатів - 0,1 % — вихідців з тихоокеанських островів - 26,4 % — осіб інших рас |

До двох чи більше рас належало 6,3 %. Частка іспаномовних становила 41,9 % від усіх жителів.
За віковим діапазоном населення розподілялося таким чином: 27,5 % — особи молодші 18 років, 62,3 % — особи у віці 18—64 років, 10,2 % — особи у віці 65 років та старші. Медіана віку мешканця становила 32,8 року. На 100 осіб жіночої статі у місті припадало 110,0 чоловіків; на 100 жінок у віці від 18 років та старших — 108,8 чоловіків також старших 18 років.
Середній дохід на одне домашнє господарство становив 54 957 доларів США (медіана — 43 271), а середній дохід на одну сім'ю — 60 730 доларів (медіана — 48 672). Медіана доходів становила 34 441 долар для чоловіків та 32 335 доларів для жінок. За межею бідності перебувало 15,4 % осіб, у тому числі 25,9 % дітей у віці до 18 років та 7,2 % осіб у віці 65 років та старших.
Цивільне працевлаштоване населення становило 1383 особи. Основні галузі зайнятості: публічна адміністрація — 21,9 %, мистецтво, розваги та відпочинок — 21,7 %, освіта, охорона здоров'я та соціальна допомога — 17,5 %.